# Raczyn (Łódź)
Pour les articles homonymes, voir Raczyn.
Raczyn est une localité polonaise de la gmina de Czarnożyły, située dans le powiat de Wieluń en voïvodie de Łódź.